# Poitevino

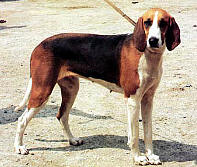
Poitevino

El Poitevino es una raza de perro de caza, de tipo sabueso, originario de la provincia francesa de Poitou. La raza aparece en el siglo XVII específicamente para la caza del lobo.

## Características
Se trata de un cazador muy refinado y atlético con un cráneo plano y suavemente inclinado, de morro cónico, largo y estrecho y cuello largo delgado y musculoso. Sus patas son largas, rectas y de huesos fuertes y su cola es larga.
El manto, de pelaje corto es, o tricolor con una sola gran mancha negra, tricolor con grandes manchas de color negro o blanco y naranja. Es un sabueso con trazas de lebrel Mide 58-71 cm a la cruz y pesa entre 29,5 y 30,5 kg.

## Historia
El Poitevino fue fundamental en el desarrollo de las razas Grand Anglo-Français Tricolore, Chien Français Blanc et Noir y Anglo-Français de Petite Vénerie.